# William Courtenay (2e vicomte Courtenay)
Pour les articles homonymes, voir William Courtenay.
William Courtenay , 8e comte de jure de Devon (30 octobre 1742 - 14 octobre 1788) est le fils aîné de William Courtenay (1er vicomte Courtenay), 7e Comte de Devon de jure et de Lady Frances Finch.
Il accède au titre de 4e baronnet de Courtenay, de 2e vicomte Courtenay de Powderham Castle et de 8e comte de Devon (créé vers 1553) le 16 mai 1762 à la mort de son père.

## Famille

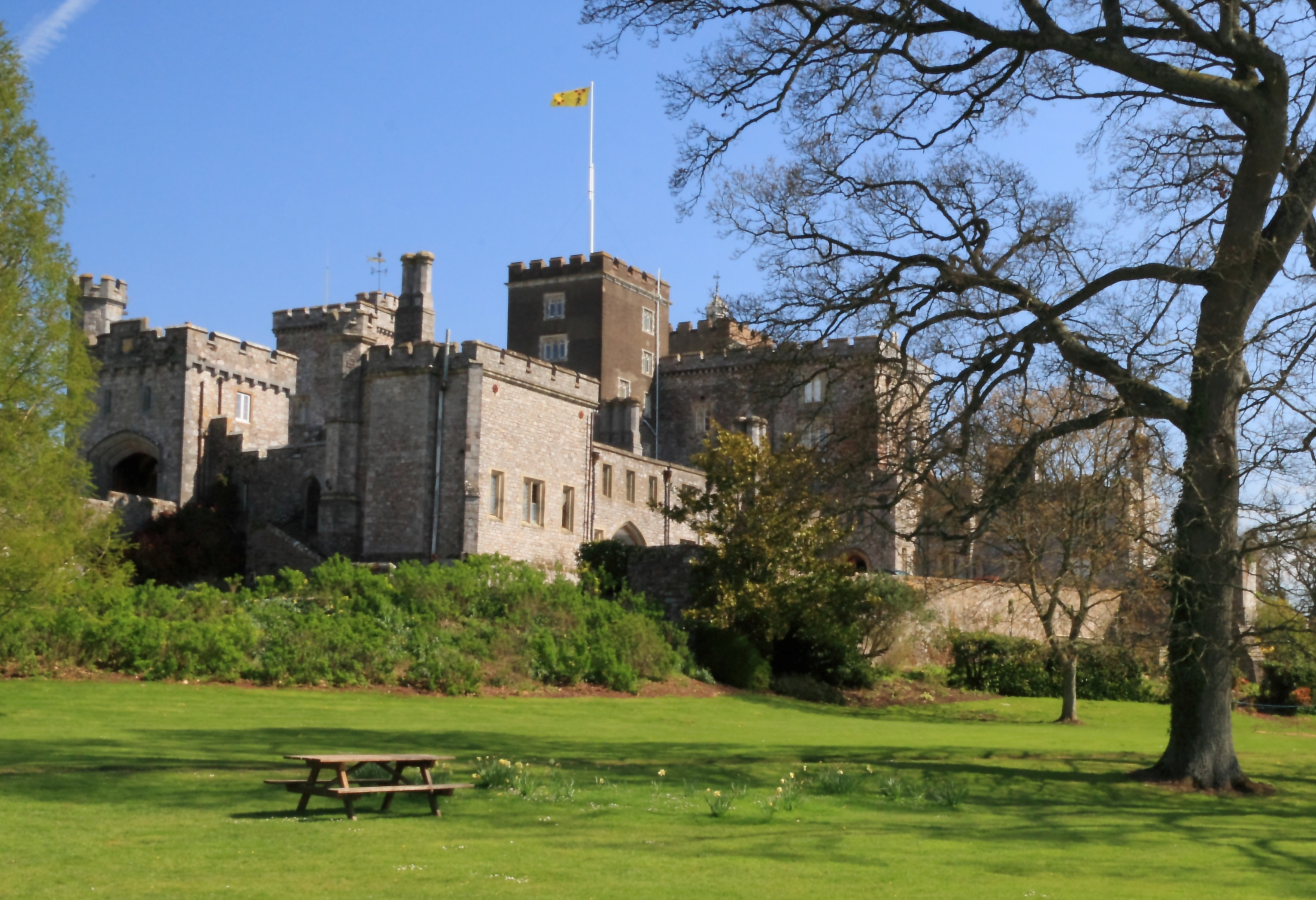
Powderham Castle, siège de la famille Courtenay

Il épouse Lady Frances Clack (décédée le 25 mars 1782) le 7 mai 1762 avec qui il a les enfants suivants.
1. Frances Courtenay (né en janvier 1763) épouse John Honywood, 4e baronnet, le 13 juin 1788.
2. Charlotte Courtenay (née le 14 février 1764) épouse Thomas Giffard.
3. Isabella Courtenay (20 juin 1765 - 5 mars 1783) est morte lorsque ses vêtements ont pris feu.
4. Elizabeth Courtenay (2 septembre 1766 - 11 septembre 1815) épouse Lord Charles Henry Somerset en juin 1788.
5. William Courtenay (9e comte de Devon) (30 juillet 1768 - 26 mai 1835)
6. Lucy Courtenay (13 juin 1770 - 27 janvier 1822) épouse John Vaughan (3e comte de Lisburne) le 2 août 1798.
7. Harriet Courtenay (7 septembre 1771 - 14 avril 1826) épouse George Thynne le 9 mai 1797.
8. Anne Courtenay (2 juillet 1774 - 6 janvier 1835) épouse George Annesley, 2e comte de Mountnorris, le 3 septembre 1790.
9. Caroline-Eustatia Courtenay (née le 26 mars 1775) épouse le colonel Charles Morland le 14 juin 1812.
10. Matilda-Jane Courtenay (née le 6 juillet 1778) épouse John Lock.
11. Sophia Courtenay (née le 25 janvier 1780) épouse le lieutenant-colonel Nathaniel Foy en décembre 1804.
12. Louisa Augusta Courtenay (décédée le 8 février 1825) épouse Edward Somerset le 17 octobre 1805.

Il a aussi un enfant illégitime. La mère de cet enfant est inconnue, tout ce que l'on sait, c'est que l'enfant portait le nom de famille "Vane" et qu'elle est "apparentée" à Sir Henry Vane le Jeune, décapité en 1662].
1. Mary Ann Vane (26 février 1784 - vers 1848-1852) épouse Louis Chevalier, seigneur du Saint-Paul de Québec vers 1799. Ils ont trois enfants, Mary Sophia Chevalier, Philip David Chevalier et Mary Anne Chevalier.